# Maria-Ward-Schule Aschaffenburg

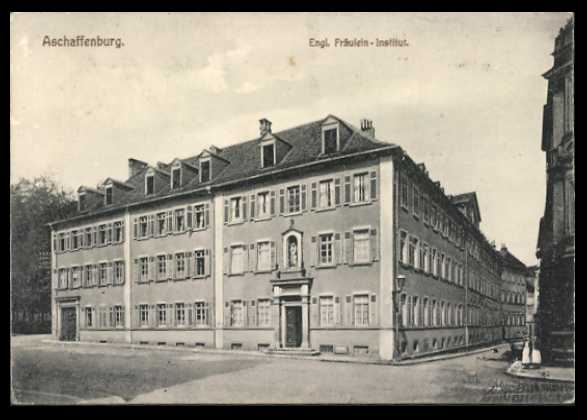
Konvent und Schulgebäude am Marktplatz – Strickergasse

Die Maria-Ward-Schule Aschaffenburg ist eine staatlich anerkannte kirchliche Privatschule für Mädchen, bestehend aus einer Realschule und einem Gymnasium. Gegründet vom Frauenorden der Englischen Fräulein, heute Congregatio Jesu, in Aschaffenburg in Bayern in der Diözese Würzburg wird die Schule daher umgangssprachlich heute noch als „die Englischen“ bezeichnet. Ein der Schule angeschlossener Konvent namens Kloster St. Maria wurde im Jahr 2013 aufgelöst, nachdem der Orden der Congregatio Jesu begonnen hatte, sich aufgrund mangelnden Nachwuchses aus der Bildungsarbeit zurückzuziehen und ab 2003 die Schule in eine kirchliche Stiftung des öffentlichen Rechts überführt wurde.

## Gründung
Die Bezeichnung des Gymnasiums geht auf die englische Adlige Maria Ward zurück, die im 17. Jahrhundert Bildungseinrichtungen für junge Frauen und Mädchen gründete, doch zu ihren Lebzeiten noch keine päpstliche Bestätigung für den damit verbundenen weiblichen Orden ohne kirchliche Klausurverpflichtung erlangen konnte. Ihre Gefährtinnen und Nachfolgerinnen setzten jedoch ihr Werk über Jahrhunderte fort.
Das der allerseligsten Jungfrau Maria – Beatae Mariae Virginis geweihte Institut wurde 1747 durch Franziska von Hauser, die Münchner „Oberstvorsteherin“ Generaloberin, nach einem Gesuch an den kurfürstlichen Erzbischof von Mainz, Johann Friedrich Karl von Ostein, gegründet. Aus der Gründungsurkunde ist zu entnehmen, dass die Klosterfrau Anna Maria von Schrenck (Oberin) mit zwei Lehrerinnen, Jungfrau Franziska Weiss und Jungfrau Dorothea, und Schwester Marianne Beck in Aschaffenburg sich niederlassen und eine Trivialschule eröffnen wird.

## Aufbau und Zerstörung
Der Aschaffenburger Historiker Alois Grimm bemerkt in seinem Häuserbuch V: „Obwohl durch die Säkularisation von 1803 viele Klöster aufgehoben werden, bleibt das Institut der Englischen Fräulein in Aschaffenburg bestehen, und die Schule kann weitergeführt werden.“ 1820 wurde am Institut der Englischen Fräulein (Ecke Strickergasse/Luitpoldstraße) wahrscheinlich nach Plänen von Bernhard Morell ein zweistöckiges Schulhaus errichtet. 1844 eröffnete eine erste Filiale in Damm, 1856 eine Filiale in Großostheim. Im Jahr 1863 kommt eine Filiale in St. Ingbert in der Rheinpfalz hinzu und 1866 eine Filiale in Würzburg. In den Kriegsjahren 1866 und 1870/71 wurde in den Gebäuden ein Hilfslazarett mit Einquartierung von Kriegsverletzten eingerichtet. Die Schwestern pflegten Kranke und Verwundete, wofür dem Institut am 20. Januar 1872 das Verdienstkreuz vom Bayerischen König verliehen wurde. 1887 folgte der Erwerb eines Grundstücks am Ziegelberg (Refugium) in Aschaffenburg. Durch eine Schenkung des Weinhändlers Martin Reith und seiner Ehefrau Gertrud in der Obernauer Straße 48 im Jahr 1898 erfolgte dort die Errichtung der Haushaltungsschule St. Maria mit Internat. Nach mehreren An- und Umbauten und Grundstücksneuerwerbungen im Anwesen Strickergasse wurden 1902 eine neue Kapelle, eine Turnhalle und ein Festsaal errichtet. 1911 errichtete man nach dem Kauf von Gebäuden am Marktplatz 2–4 und 1915 in der Landingstraße 16 durch Um- und Neubau neue Unterrichtsgebäude. Im Mai 1927 kam der Ingelheimer Hof in der Treibgasse 7 durch Kauf zum Klostereigentum.
Auf Grund des nationalsozialistischen „Schulbedarfsgesetzes“ vom 1. Dezember 1936 wurden die klösterlichen Lehrkräfte entfernt und 1941 der Schulbetrieb eingestellt. Bis zur Zerstörung 1944 dienten die Unterrichtsräume als Hilfskrankenhaus.
Im Dezember 1945 war im Gebäude Marktplatz 2–4 Unterrichtsbeginn der „Höheren Mädchenschule“ (Mädchenoberrealschule, später Gymnasium) und der Mittelschule.

## Nach 1945

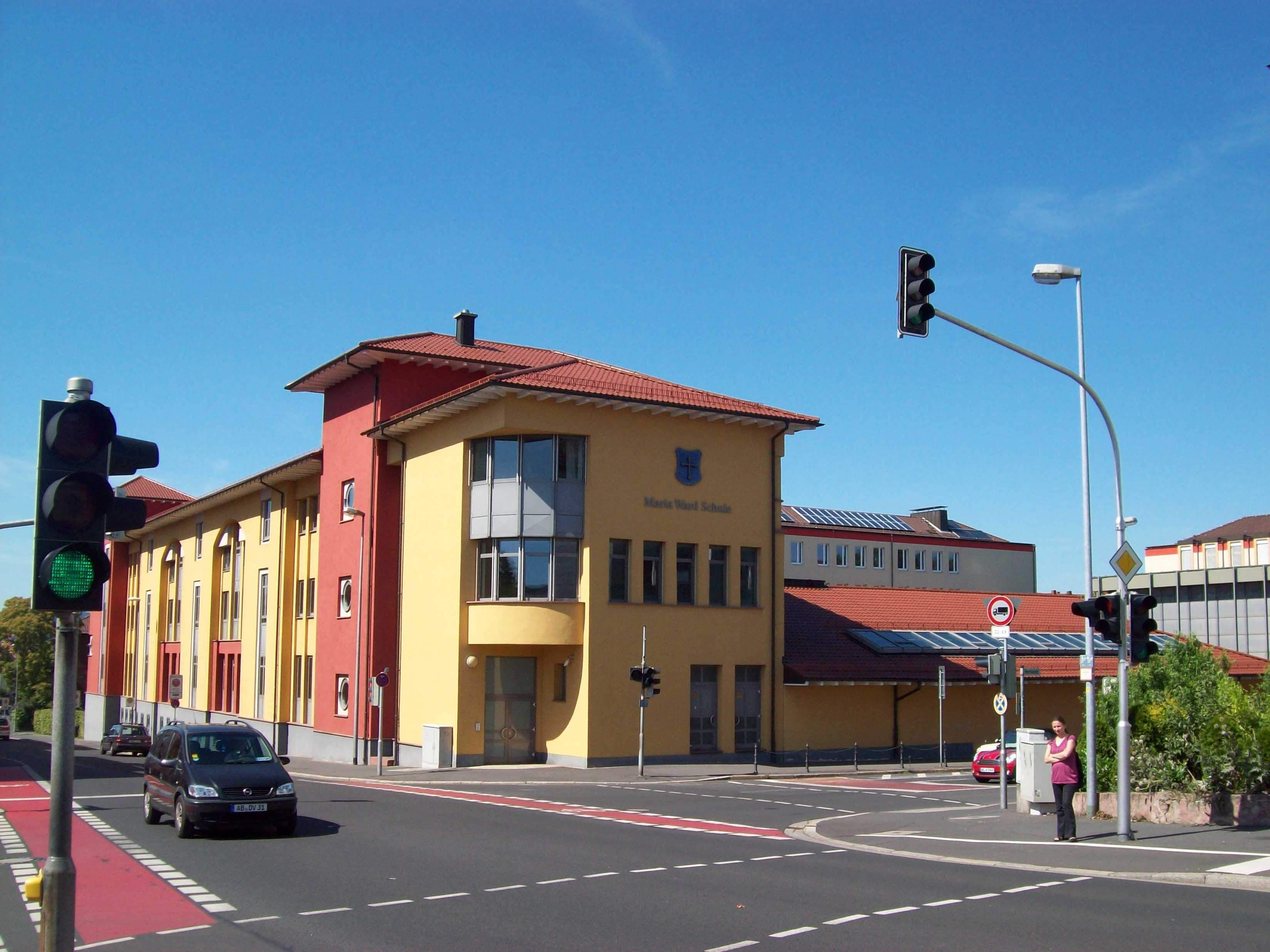
Neubau-Erweiterung der MWS

Durch Grundstückstausch erfolgte 1960/61 der Neubau einer Schule am Brentanoplatz 8–10. 1984 kam die Aufstockung und 1998 eine Erweiterung der Maria-Ward-Schule hinzu.
Im Jahr 1971 wurde die Haushaltungsschule St. Maria an der Obernauer Straße für den Bau der Adenauerbrücke abgerissen. Das Ziegelberg-Grundstück wurde zur Erweiterung des Schlossgartens umgestaltet. Auf dem ursprünglichen Schulgelände wurden die Stadtbibliothek und der neue Marktplatz mit Stadthalle errichtet, und im Gebäude Marktplatz 2–4 zog das Stadt- und Stiftsarchiv, heute VHS ein.

## Kapelle „Maria, Mutter der Kirche“

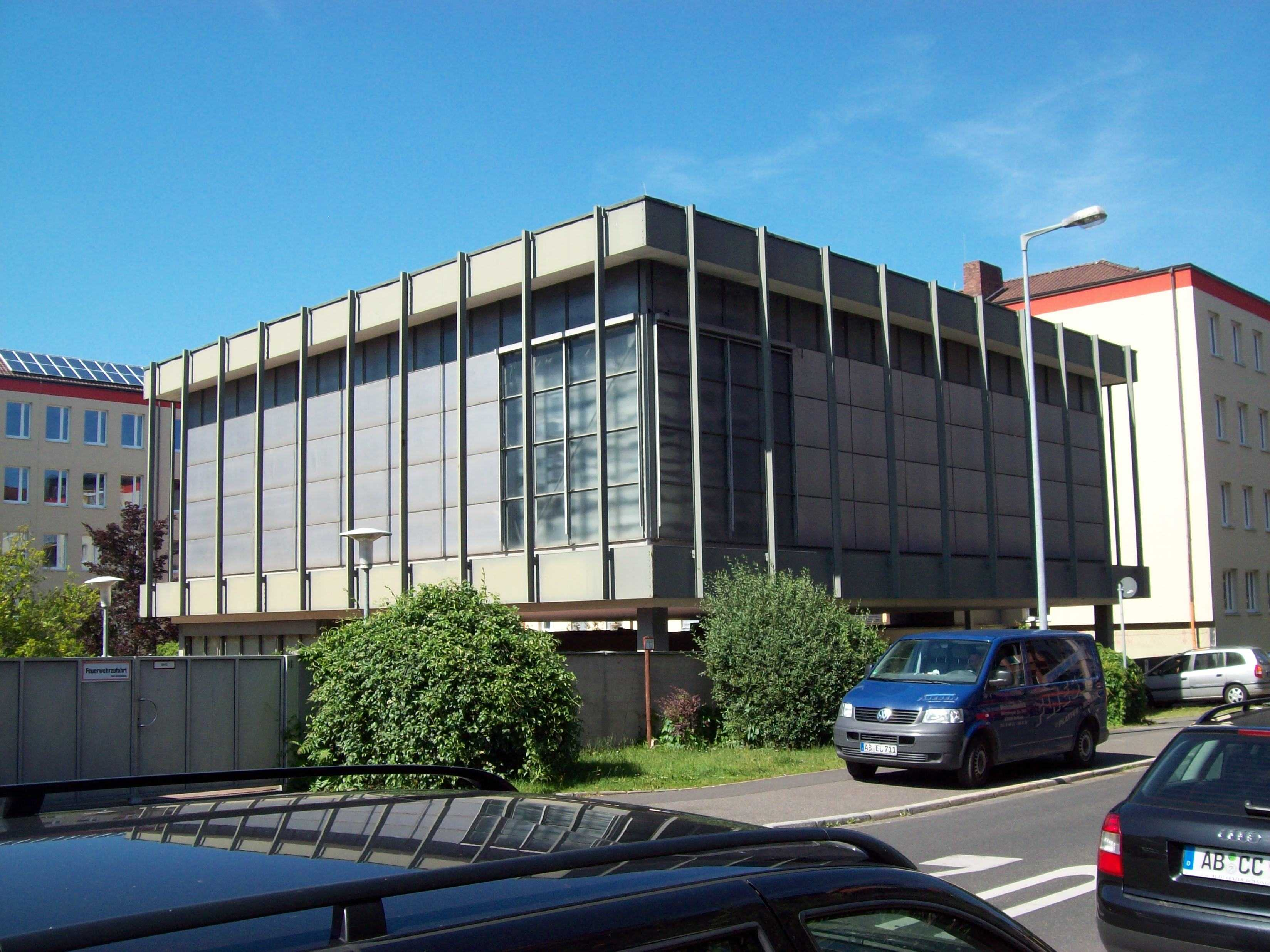
Kapelle „Maria, Mutter der Kirche“

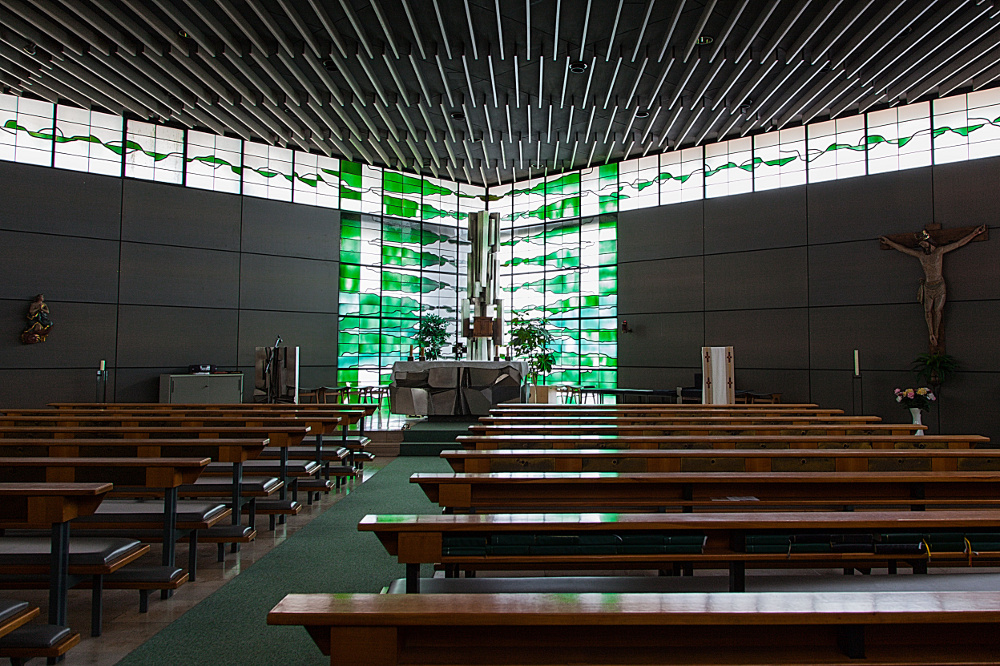
Innenansicht der Kapelle „Maria, Mutter der Kirche“

Im neuen Konvent- und Schulgebäude am Brentanoplatz war ursprünglich auch eine Hauskapelle (inzwischen ein Vortragsraum) eingerichtet worden. Sie war ausreichend für den 50 Schwestern umfassenden Konvent, aber zu klein für Schulgottesdienste. Man beauftragte daher den Aschaffenburger Architekten Heinrich P. Kaupp mit der Planung und Ausführung einer neuen Kapelle. Es entstand von 1967 bis April 1968 nach neunmonatiger Bauzeit ein aufgeständerter Stahlskelettbau mit Flachdach und außenliegenden Stützen, eine bis dahin in Aschaffenburg nicht praktizierte Bautechnik und -form. Der Bau wurde auf einer quadratischen Grundfläche von 20 × 20 Metern auf vier Säulen über den Garagen an der Herrleinstraße errichtet. „Dünne Lisenen gliedern allseits die fünf Meter hohe Fassade aus Edelstahlplatten, die ein wenig nach innen versetzt ist und damit einen Umgang freigibt.“ Die Decken bestehen aus verzinkten Stahlzellen mit Druckbeton, ein als „Robertson-Stahlzellen-Decke“ bekanntes System. In die Decke sind Punktstrahler eingelassen. Die Seitenwände bestehen aus grauen, furnierten Spanplatten, der Fußboden aus Naturstein. Die Kapelle hat eine Fußbodenheizung.
Bischof Josef Stangl weihte das moderne Gotteshaus am 24. Mai 1968 zu Ehren der Hll. Clemens und Felix. Stadtdekan Karl Hartmann und die beiden Religionslehrer Oberstudienrat Karl Reichert und Kapuzinerpater Guido Kreppold assistierten dem Bischof.

### Ausstattung
Siegfried Rischar, Aschaffenburger Maler und Graphiker, hat die Fenster der Kapelle gestaltet. Das sich unter der Decke entlangziehende schmale Fensterband mit grünen, gewellten Scheiben (Zungen) mündet in die beiden, die ganze Wand einnehmenden Fenster im rechten Winkel hinter dem Altar. Auf dem um zwei Stufen erhöhten Altarraum hat der Laudenbacher Künstler Hans Huschka Altartisch und Ambo aus großen, in den Flächen stark strukturierten Edelstahlelementen geschaffen. Mittelpunkt der schlanken, drei Meter hohen Stele ist der bronzene Tabernakel. Der Priestersitz ist ebenfalls in Edelstahl ausgeführt. Die Kapelle ist im Innenhof über eine Treppe zu erreichen, aber auch vom Konventgebäude über einen Verbindungstrakt.

### Aufnahme in die Denkmalliste
Im Jahr 2012 wurde die Kapelle mit folgender Würdigung in die Denkmalliste eingetragen: „Die Art der Konstruktion und die Wahl der Baumaterialien waren zu dieser Zeit hochmodern und im Kirchenbau eine Neuerung. Die Kapelle, in der diese Technik in einer besonders ansprechenden Proportionierung umgesetzt wurde, ist insofern eine architektonische Besonderheit. Die Kapelle ist Denkmal aus baukünstlerischen Gründen.“

## Kleine Kapelle im Klostertrakt
2005 bestand der Konvent nur noch aus 9 Mitgliedern der Congregatio Jesu. Für sie wurde im Dezember 2005 durch Bischof Friedhelm Hofmann eine separate kleine Kapelle im dritten Stock des Hauses am Brentanoplatz eingeweiht. Den schlichten Raum schmückten das grüne Emailkreuz und die kleinen quadratischen Kreuzwegstationen, die der Würzburger Goldschmied Josef Amberg für die erste Kapelle 1961 geschaffen hatte. Von ihm stammten auch der Tabernakel und das ewige Licht. Ein besonderes Schmuckstück war die barocke Marienfigur, die Ende des Zweiten Weltkrieges aus den Trümmern des zerstörten Hauses am Marktplatz geborgen wurde.

Mit dem Abschied der letzten Schwestern der Congregatio Jesu im Jahr 2013 wurde diese Kapelle wieder aufgegeben.

## Fassadenschmuck
Der Neubau von 1960/61 erhielt fassadenübergreifende Sgraffiti durch den Kunstmaler Karl Manninger aus Pöcking. Es entstanden unter anderem an der Stadelmannstraße ein Motiv mit der „Entwicklung der christlich-abendländischen Kultur an markanten Persönlichkeiten und Symbolen“ (teilweise verloren) und an der Schweinheimer Straße ein Motiv aus dem Märchen Das tapfere Schneiderlein.
Weiter ist ebenfalls an der Fassade zur Stadelmannstraße ein monumentales, fassadenhohes Kunstwerk mit dem Titel „Sieben Werke der Barmherzigkeit“ angebracht. Sie zeigen auf sechs gefrästen Metallplatten entsprechend den Inschriften die Missionstätigkeiten des Ordens in Argentinien, Chile, Brasilien, Afrika, Indien und Korea. Die heutige Version ist eine getreue Wiedergabe des früher an dieser Stelle befindlichen Sgraffitos der Aschaffenburger Künstler-Werkstattgemeinschaft Helmut Albert/Willibald Blum aus dem Jahr 1961.